# Huge - Amici extralarge
Huge - Amici extralarge (Huge) è una serie televisiva trasmessa negli Stati Uniti nel 2010, su canale ABC Family. È basata sull'omonimo romanzo di Sasha Paley e mostra le avventure della teenager sovrappeso Willamena Rader, interpretata da Nikki Blonsky (già Tracy in Hairspray), e di altri sei adolescenti sovrappeso.
La serie è stata trasmessa in Italia a partire dal 24 marzo 2011 sul canale Fox.

## Trama
Sei ragazzi vanno in un campo per la riabilitazione di ragazzi sovrappeso, chiamato Camp Victory. Tra questi sei c'è anche Willamena Rader che si fa subito riconoscere per il suo carattere particolarmente ribelle. Camp Victory, però, diventa un luogo dove ragazzi e ragazze, provenienti da diverse estrazioni sociali, stanno tra loro e si impegnano per conquistare una migliore forma fisica e spirituale.

## Episodi
| Stagione       | Episodi | Prima TV originale | Prima TV Italia |
| -------------- | ------- | ------------------ | --------------- |
| Prima stagione | 10      | 2010               | 2011            |